# Allerheiligenkapelle (Göriach)

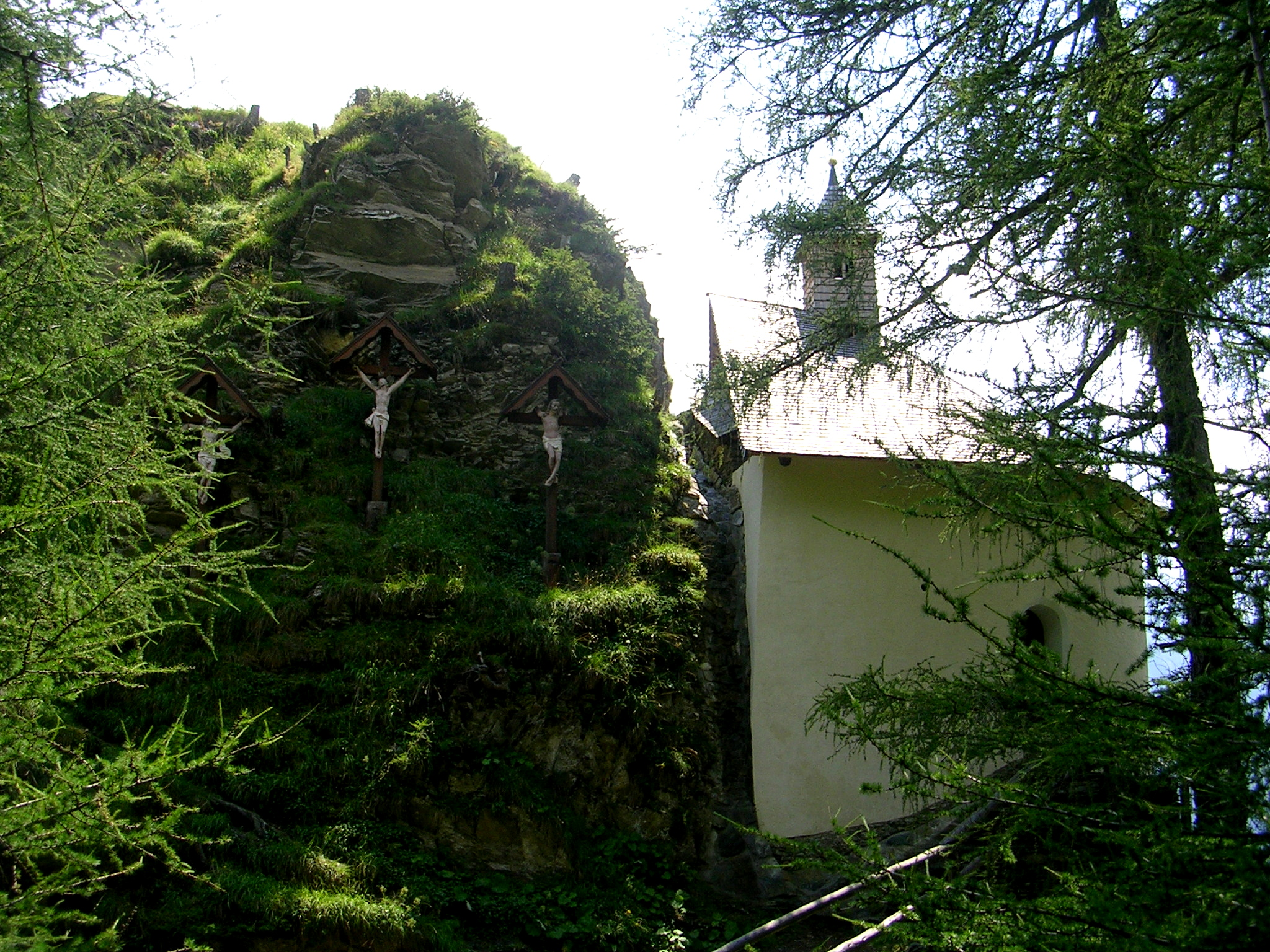
Die denkmalgeschützte Allerheiligenkapelle mit der denkmalgeschützten Kreuzgruppe

Die Allerheiligenkapelle in Göriach ist eine Kapelle in der Gemeinde Virgen in Osttirol (Bezirk Lienz). Die Kapelle befindet sich in 1.694 Metern Höhe hoch über der Ortschaft Göriach und ist nach der Überlieferung der älteste Sakralbau des Virgentals.

## Lage
Die Allerheiligenkapelle wurde auf einem Felshang errichtet, der sich westlich des Firschnitzbaches in einer Höhe von 1.694 Metern befindet. Die Kapelle liegt dabei zwischen den Fluren „aufm Wändlen“, „Frobmtal“ und „Kendlach“. Erreichbar ist die Kapelle über einen Wanderweg, der Marin mit der Firschnitzalm bzw. der Gotschaunalm verbindet.

## Geschichte
Die Allerheiligenkapelle wurde der Überlieferung nach im 11. Jahrhundert errichtet. Sie wird erstmals 1614 in einem Visitationsprotokoll von 1614 als Kapelle mit einem Altar genannt. 1676 wird der Altar als nicht mehr konsekriert schriftlich erwähnt. Die Messen wurden zu dieser Zeit daher auf einem Tragaltar gelesen. Im Zuge der Josephinischen Reformen wurde die Kapelle 1787 gesperrt jedoch am 28. Dezember 1799 wieder geöffnet. Im Jahr 1800 wurde ein Kreuzweg eingesetzt. Den Wallfahrern dienten vor allem die beiden gotischen Kultfiguren am Barockaltar als Anbetungsobjekte. Die Kapelle wurde zwischen 2001 und 2004 restauriert und am 29. Oktober 2004 neuerlich geweiht. 

## Bauwerk
Bei der Allerheiligenkapelle handelt es sich um eine asymmetrische Kapelle, deren Grundriss dem Felsenhang angepasst wurde und ein unregelmäßiges Kreissegment bildet. Die Außenwände wurde als Feldsteinmauern mit mehreren Putzschichten ausgeführt, das Dach mit Brettschindeln ausgeführt. Auf dem Dach befindet sich ein hölzerner Dachreiter mit rundbogigen Schallfenstern und einem geschwungenen Zeltdach, das von Kugel und Kreuzt bekrönt ist. Der Eingang wurde an der Nordseite durch ein Rundbogenportal ausgeführt, die westliche Außenwand ist von unterschiedlichen Fenstern durchbrochen, die eine tiefe, schräg geschnittene Laibung besitzen.

## Kreuzweg und Kreuzgruppe
Der Kreuzweg zur Allerheiligenkapelle beginnt oberhalb von Marin und führt in nördlicher Richtung bis zur Kapelle. Die Stationen wurden dabei mit volkstümlichen Bildtafeln ausgestaltet, die mehrfach übermalt wurden. Den Abschluss des Kreuzweges bildet eine Kreuzgruppe aus dem Ende des 18. Jahrhunderts, die am Felsen neben der Kapelle situiert wurde. Sie besteht aus drei Kreuzen mit Jesus sowie den beiden Schächern, wobei die Kreuze aus Holz mit mehreren polychromen Fassungsschichten bestehen. Die ebenso wie die Kapelle denkmalgeschützte Kreuzgruppe weist zudem einfache, volkstümliche Plastiken auf, wobei die Kreuze erneuert und mit einer Brettschindeldeckung überdacht wurden.